# Poliopastea nox
Poliopastea nox là một loài bướm đêm thuộc phân họ Arctiinae, họ Erebidae.